# Anyphops phallus
Anyphops phallus is een spinnensoort uit de familie van de Selenopidae.
De wetenschappelijke naam van de soort werd in 1952 als Selenops phallus gepubliceerd door Reginald Frederick Lawrence.